# Friedrich Kilian Abicht
Friedrich Kilian Abicht (* 10. Februar 1788 in Waldau; † 26. Juli 1855 in Kappeln) war ein deutscher evangelischer Pfarrer und Heimatforscher. Abicht erlangte Bekanntheit durch sein mehrteiliges Werk Der Kreis Wetzlar. Historisch, statistisch und topographisch dargestellt.

## Leben
Friedrich Kilian Abicht war der Sohn des Lehrers und Kantors im Regierungsbezirk Erfurt Johann Nikolaus Abicht († 1822). Seine Mutter war eine geborene Griebel aus Schleusingen. Ab 1802 besuchte er das Gymnasium in Schleusingen, das er 1810 mit dem Abitur verließ. Noch im gleichen Jahr, bis 1813, begann er ein Theologiestudium an der Universität Leipzig. Im Oktober 1813 legte er in Dresden das erste Theologische Examen ab und übernahm ein Jahr später eine Hauslehrerstelle. 1817 wurde Abicht Vikar an mehreren Pfarrstellen in der preußischen Rheinprovinz. 1822 trat er selbst ein Pfarramt in Gebhardshain an, nachdem er vor dem Konsistorium in Koblenz das zweite Theologische Examen bestanden hatte. In den folgenden Jahren arbeitete er ab 1826 als Pfarrer in Oberkleen, 1830 als solcher in Hochelheim, 1842 in Gemünden und ab 1853 in Kappeln.
Während seiner Pfarrertätigkeit im mittelhessischen Hochelheim und Dornholzhausen veröffentlichte er sein Werk Der Kreis Wetzlar. Historisch, statistisch und topographisch dargestellt, dessen erster und zweiter Teil 1836 erschien, der dritte und letzte wurde 1837 veröffentlicht. Das Werk widmete er der preußischen Regierung zu Koblenz. Er wurde ordentliches Mitglied der Gelehrten historischen Gesellschaften zu Halle in Westfalen und Wetzlar sowie korrespondierendes Mitglied des historischen Vereins zu Kassel. Friedrich Kilian Abicht war mit Magarete Thres, verwitwete Latre zu Feignies (1796–1827), verheiratet und ehelichtet nach dem Tod seiner Frau deren Schwester Christiane Thres. Er starb am 26. Juli 1855, im Alter von 67 Jahren, in Kappeln in der preußischen Rheinprovinz.

## Veröffentlichungen (Auswahl)
- Der Kreis Wetzlar. Historisch, statistisch und topographisch dargestellt.
  - Teil 1: Die politische Geschichte des Kreises. Carl Wigand, Wetzlar 1836, (Digitalisat.)
  - Teil 2: Die Statistik, Topographie und Ortsgeschichte des Kreises. Carl Wigand, Wetzlar 1836, (Digitalisat.)
  - Teil 3: Die Kirchengeschichte des Kreises. Carl Wigand, Wetzlar 1837, (Digitalisat.)
- Stauffenberg und Großenlinden. In: Archiv für hessische Geschichte und Altertumskunde. Band 3, Verlag Leske, Darmstadt 1842/44, Seite 1–30, (Digitalisat.)
- Über die Entstehung von Kloster Altenberg. In: Heimatjahrbuch für den Lahn-Dill-Kreis. Band 3, Verlag E. Weidenbach, Dillenburg 1993, Seite 175–176.